# Siloxaner

Dekametylcyklopentasiloxan, en cyklisk siloxan

Siloxaner är kemiska föreningar bestående av R2SiO, där R är en väteatom eller en kolvätegrupp. En siloxan har en grenad eller ogrenad ryggrad av kisel- och syreatomer -Si-O-Si-O-, med sidokedjor R kopplad till kiselatomerna.